# Aoûtat
Neotrombicula autumnalis
Espèce
Synonymes
- Acarus autumnalis Shaw, 1790
- Trombicula autumnalis (Shaw, 1790)

L'aoûtat ou aoutat (très abondant en fin d'été et en automne, d'où leur nom, du mois d'août) désigne la larve d'une espèce de petit acarien de la famille des Trombiculidés : Neotrombicula autumnalis, appelé aussi rouget, vendangeon ou vendangeron.
La larve de cet acarien parasite temporairement les organismes à sang chaud et occasionne par ses piqûres des démangeaisons parfois importantes chez son hôte.
C'est une espèce dont le comportement des stades intermédiaires est longtemps resté méconnu, car elle est difficile à élever et nourrir (après le stade larvaire) en laboratoire.
Il est vecteur de plusieurs maladies et de nombreuses espèces animales sauvages ou domestiques, dont le chat, le chien, le lapin, la vache et le cheval, semblent servir de réservoir à ce parasite.

## Description de l'espèce
L'adulte est un petit acarien de couleur rouge qui mesure environ 0,3 mm et possède un corps couvert de poils denses et courts.
La larve rouge vif ne possède que 3 paires de pattes et mesure 0,2 mm, mais possède 4 paires de pattes une fois développée au stade de nymphe. Sa morphologie et ses organes sont déjà adaptés à un comportement de piqueur-suceur. 

### Confusion possible
- avec le Trombidion soyeux (Trombidium holosericeum), appelé parfois aussi aoûtat par erreur.

## Habitat et aire de répartition
Cet acarien est réputé cosmopolite (néanmoins rare dans les villes), présent à la surface du sol et dans la strate herbacée, où son instinct le porte vers les zones éclairées. Il est très présent en Amérique, Europe et Australie.
Il peut être introduit dans l'habitat humain, par exemple via des animaux (chiens, chats) ou  des tissus étendus sur le sol et rentrés à la maison.
Ses hôtes les plus fréquents seraient les petits rongeurs et le chien, mais outre l'homme, de nombreux mammifères terrestres en sont des victimes saisonnières (les symptômes apparaissant en été et automne, mais le parasite peut être actif en hiver s'il trouve de bonnes conditions thermiques et hygrométriques). Lors d'une étude faite en Angleterre, les souris ou taupes en portaient, mais pas les musaraignes.
Une enquête faite au Royaume-Uni avec l'aide de plusieurs quotidiens et périodiques a permis le retour de questionnaires pour 424 points cartographiés. T. autumnalis était largement répandu dans les îles Britanniques, mais plus nombreux sur les sols calcaires que sur tout autre type de sol. Leur distribution semblait souvent sporadique, mais avec des facteurs limitants restant inconnus. Des larves de T. autumnalis ont été trouvées en été sur des animaux aussi divers que chien, lapin, chat, cheval, mouton, mulot, campagnol, hérisson, musaraigne, hermine, écureuil gris, lièvre, perdrix, faisan, volaille, dinde, moineau. Des larves ont été trouvées en hiver dans des oreilles de lapins (dans le Berkshire et le Somerset), et dans les oreilles du campagnol roussâtre (Clethrionomys)  près d’Oxford. Les nymphes ont été élevées à partir des larves. Pour cela, deux conditions doivent être respectées ; une hygrométrie adéquate et ne pas ôter les larves de leur hôte avant qu'elles se soient rassasiées.
Comme la tique, il peut aussi se nourrir sur des animaux à sang froid (reptiles tels que lézard, orvet, serpent).

## Reproduction et cycle de vie
Le cycle de vie de ce néotrombicule se déroule sur une année.
Il commence à partir de l'œuf (pondu au printemps ou en été), qui, une fois déposé au sol par la femelle, mûrit et éclot après une dizaine de jours en mettant au jour une larve à six pattes.
Ces larves, localement parfois très abondantes en été et automne se mettent en quête d'un animal à sang chaud (humains ou animaux) sur lequel elles s'alimentent durant 2  à   10 jours, en utilisant leurs chélicères pour percer la peau et injecter des enzymes lytiques dans sa couche vivante supérieure, ce qui leur permet ensuite de digérer les cellules lysées, liquéfiées. À ce stade, la larve est rouge-orangé, et longue de 0,2  à   0,4 mm.
Après cette courte période sur l'hôte, la larve retourne au sol, où, en 5  à   6 semaines, elle se transforme en nymphe à huit pattes, de forme très proche de l'acarien adulte.
Les nymphes et les adultes n'ont plus besoin de se nourrir sur un animal. Ils mangent et vivent dans le sol, se nourrissant semble-t-il de liquides végétaux, de petits insectes ou d'exsudats fongiques, comme la plupart des autres acariens.
Après fécondation, les femelles pondent jusqu'à plusieurs centaines d'œufs et meurent avant l'automne.

## Alimentation
L'aoûtat est capable de percevoir certains facteurs physico-chimiques de la peau qui lui permettent un choix adéquat d'hôtes et peut-être du lieu de la piqûre. Il perfore la peau au moyen de ses chélicères. Cet acarien occupe des positions différentes sur des hôtes différents.
Comme la plupart des acariens, il ne se nourrit pas de sang, mais de liquides tissulaires et de cellules de la couche malpighienne préalablement liquéfiées et prédigérés par les enzymes qu'il a injectées avec sa salive. C'est un mode de digestion dit extra-intestinal. Un canal tubulaire de tissus kératinisés est formé peu à peu dans la peau de l'hôte. Ce canal sert à injecter de la salive dans l'organisme hôte, puis à aspirer le liquide nutritif formé de la lyse cellulaire induite par les enzymes de la salive de l'acarien.
Il (larve ou adulte) survit plusieurs semaines à l'extérieur sans manger et entre en quiescence hivernale quand la température descend.

## Comportements et stimuli
In vitro, il se montre sensible aux stimuli suivants :
- Lumière. Cette espèce semble avoir un comportement diurne. À la différence d'autres acariens qui sont lucifuges, la plupart des aoûtats placés dans le faisceau d'une lumière forte se déplacent directement vers la source, alors que face à une faible lumière les pistes sont d'abord incertaines avant de se redresser à l'approche de la source. 
Face à deux sources d'égale intensité, ils se déplacent le long de la bissectrice, et un individu rendu aveugle d'un côté effectue une trajectoire circulaire. Placé dans une zone où existe un gradient linéaire d'intensité lumineuse, cet acarien évite la partie obscure et se déplace vers la partie plus claire du champ. Son mouvement vers la lumière du soleil est une vraie réponse à la lumière et pas un réflexe de recherche de chaleur. Une diminution soudaine de l'intensité lumineuse entraîne une réponse en termes de recherche d'hôte[9].
- Température. La perception sensorielle de la chaleur est peu développée chez l'aoûtat qui semble par exemple incapable de localiser un tube chaud ou le corps d'une jeune souris vivante. Au contact d'un objet chauffé, il produit une réponse pour une différence de température d'environ 15 °C. Dans un gradient de température linéaire ou concentrique, il a des zones d'évitement des températures basses et élevées qui semblent indiquer un préférendum de température compris entre  15 °C et 26 °C[9].
- Hygrométrie. L'appauvrissement de la teneur en eau influe sur la réponse de l'acarien à l'humidité. Un acarien desséché est actif dans l'air sec et inactif dans l'air humide, mais un individu normal va venir s'installer en milieu humide ou à l'air sec, tout en évitant l'air saturé. L'acarien nécessite une forte humidité pour une survie prolongée mais évite l'eau libre[9].
- Chimiotaxie. L'acarien est repoussé à une distance de 0,5 cm par le phénol, le phtalate de méthyle, l'ammoniaque diluée, le xylène ou une solution à 3 % d'acide acétique glacial (vinaigre). Le toluène le repousse à 1,5 cm. et un mélange d'acétate d'amyle et d'eau le tient à distance à 5 cm. 
Il montre in vitro une indifférence complète à l'odeur de la peau, du foie, du sébum et du cérumen humain, mais l'odeur de la transpiration induit une réaction d'évitement[9].
- Contact. Un aoûtat à jeun est très sensible au toucher. Le contact avec d'autres aoûtats tend à les immobiliser et semble principalement responsable de l'état apparent de repos d'un groupe dense de ces acariens. 
Quand la stimulation est faible, par exemple quand seuls les tarses sont en contact avec une surface, l'acarien répond par une augmentation d'activité. Effleurer un aoûtat provoque une quête immédiate, une réponse qui semble induite à parts égales par le contact et les vibrations du substrat[9].
- Stimulation par le groupe. Comme beaucoup d'acariens, l'aoûtat est grégaire, avec des comportements de groupe liés au toucher des organes des uns et des autres. 
Si les conditions d'humidité (humidité relative de 95-100 %) et de luminosité sont bonnes, elles enclenchent un comportement faisant que l'aoûtat grimpe sur une tige ou un brin d'herbe pour former un groupe d'individus à la pointe[9]. On ignore si la « géotaxie négative » (instinct de grimper, contre la pesanteur) joue également un rôle, car plusieurs expériences laissent penser que le comportement des acariens est indépendant de la pesanteur[9].

## Organes des sens
On connaît chez l'aoûtat au moins 3 types de sensilles :
1. des sensilles tactiles, plumeux ou pleins[9] ;
2. organes sensibles aux articulations[9] ;
3. cils sensoriels, principalement limité aux premières pattes[9] .

Deux yeux rudimentaires sont constitués d'une lentille elliptique, d'une masse discoïde contenant une substance huileuse pigmentée rougeâtre, et d'un organe en forme de coupe pigmentée sombre.

## Vie parasitaire et impacts sanitaires

Vie parasitaire :
1. Œufs
2. Larve
3. Nymphe
4. Imago

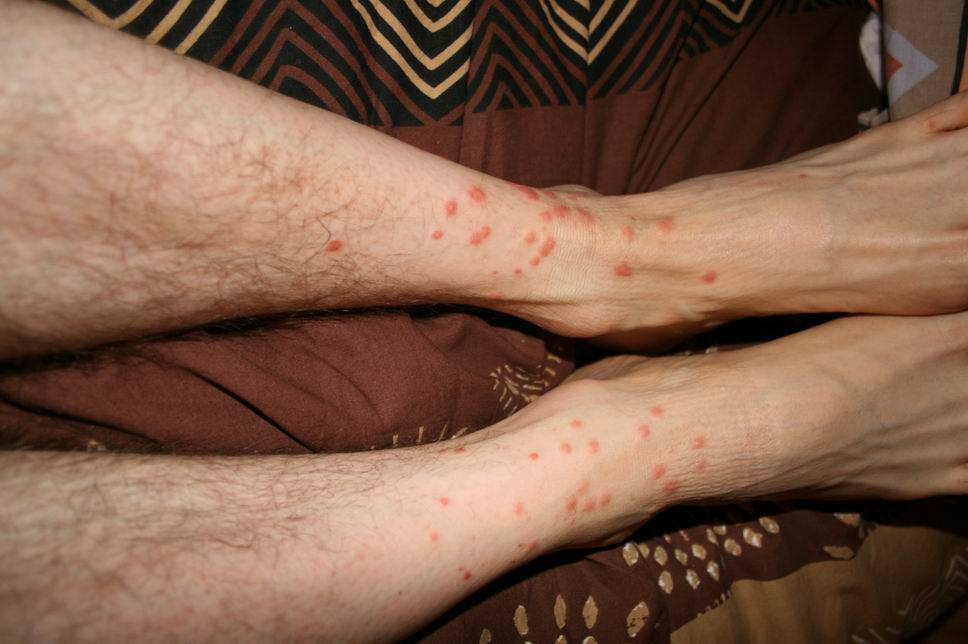
Piqûres d'aoûtats (après trois jours)

Chez l'homme et l'animal, il a une action traumatique quand il transperce la peau puis lyse des cellules pour son repas, et un effet allergisant, via une réaction d’hypersensibilité à sa salive.
Chez l'homme, les piqûres apparaissent de préférence :
- dans les plis où la peau est plus fine (intérieur des coudes, arrière des genoux (creux poplité), poignet, sous les bras…)
- à l'endroit où les vêtements sont serrés, en particulier en présence d'élastiques ou d'une ceinture (hanches, chevilles, sous-vêtements…)

Les points de piqûre peuvent démanger sévèrement pendant plusieurs jours, voire plus d'une semaine, avec risque de surinfection chez les animaux qui se grattent violemment ou se mordent. Comme pour la tique ou d'autres insectes piqueurs, l'insertion des chélicères dans la peau est indolore.
Un cas exceptionnel de piqûre dans l’œil d'une patiente, provoquant une conjonctivite, a été rapporté en 2013.
L'aoûtat est une espèce vectrice de plusieurs maladies, dont :
- la fièvre fluviale du Japon, ou « typhus des broussailles », transmises par les larves de certains Trombicula asiatiques [10] ;
- la myxomatose chez le lapin (suspicion)[2] ;
- probablement des ehrlichioses (la bactérie parasite Ehrlichia phagocitophila a été détectée chez environ 10 % des larves avant leur contact avec leurs hôtes), ce qui laisse supposer une transmission transovarienne des bactéries (des femelles aux œufs et aux larves)[11]…

## Les symptômes
Cette parasitose, dite trombidiose (trombiculosis en anglais), classée parmi les acarioses, a pour symptômes :
- un prurit intense (après 24 h et pouvant persister pendant 1 semaine, voire plus) ;
- des boutons et parfois un érythème, voire une urticaire allergique[4].

Il y a généralement apparition de petites papules rouges (2-3 mm de diamètre) plus ou moins entourées d'une auréole plus claire de 1 mm après quelques heures, et contenant parfois du pus.

Possibilité de complication avec fièvre et paraphlébite lorsque le parasite se situe au voisinage d'une veinule.
Chez l'animal, le prurit peut être accompagné d'une dépilation, de squames ou croûtes, et il existe des cas documentés d'affections neurologiques chez des animaux fortement infestés, dont des chevaux ou des chiens.
Le diagnostic différentiel peut porter sur d'autres parasitoses, dues à
- la gale sarcoptique ;
- la gale notoédrique (due à Notoedres cati (en)) ;
- la gale psoroptique ;
- la cheyletiellose ;
- une parasitose due à Listrophorus gibbus ;
- une dermatophytose ;
- une phtiriose (due au morpion) ;
- une pulicose, ou piqûre de puce ;
- une infection bactérienne.

La date des symptômes (août à fin d'été) peut orienter le diagnostic. L'observation d'une larve à l’œil nu ou au binoculaire est considérée comme suffisante pour confirmer le diagnostic.
L'aoûtat apprécie les zones du corps où la peau est particulièrement fine (chez l'animal, il s'agit souvent de l'intérieur ou extérieur des oreilles, du pourtour des yeux, des membres (espaces interdigitaux) et la zone vulvaire, génitale ou périanale).

## Prévention
Une étude conduite en 1990 en Australie, a mis en évidence que le perméthrine ou le phtalate de dibutyle sont efficaces contre l'espèce Eutrombicula hirsti .
Des répulsifs acaricides[Lesquels ?] sur les chaussures, chaussettes, guêtres et pantalon peuvent limiter les risques d'infestation dans les zones à risque.

## Traitement
Les démangeaisons (chez l'humain) peuvent être calmées par l'application de vinaigre, la prise d'un antihistaminique, la nécessité d'un stéroïde topique est plus rare et éventuellement une crème antibiotique en cas de risque de surinfection. 
Si des chiens et chats ou autres animaux domestiques sont touchés, ils doivent aussi être soignés (le vétérinaire prescrit par exemple un antiparasitaire à base de fipronil (à 0,25 %), un antihistaminique oral et un traitement local à base de pyrèthre, perméthrine (danger de la perméthrine pour les chats, ne pas les traiter avec ni  environnement) ou d'ester phosphorique. Les vêtements et objets en contact avec le patient (ou l'animal parasité) doivent être lavés à 55 °C.

## Nomenclature
L'aoûtat, selon les régions, est nommé aussi trombidium, rouget, puron, bête rouge, vendangeon (Sud-Ouest) ou vendangeron.
En Provence, il peut être désigné par erreur sous le nom d'arabi, l'arabi étant un diptère du genre Simulium dont la piqûre est redoutée.